# 奥赛博物馆
奥赛博物馆（又譯奧塞博物館、奧塞美術館）是位於法國巴黎的近代國家艺术博物馆，主要收藏可追溯至1848年到1914年间的法國绘画、雕塑、家具和摄影作品。收藏近代藝術品4700多件，其中該博物館則收藏世界上最多的印象派和後印象派作品，以及著名的象徵主義、現實主義和學院藝術，博物馆位于塞纳河左岸，和卢浮宫斜对，隔河和杜伊勒里公园相对。

## 名稱由來
奥赛博物馆所在的區域以鄰近的奧賽碼頭命名，其名稱名字是為了紀念建造碼頭的裁判官查爾斯·布歇·多爾賽 (Charles Boucher d'Orsay)。
2010年，法國政府將同樣展示印象派和後印象派畫作的橘園美術館與奧賽博物館合併，該稱為「奧賽博物館和橘園美術館公共機構（法語：établissement public du musée d'Orsay et du musée de l'Orangerie），後在2021年為了紀念已故前總統季斯卡對於博物館的貢獻，在取得國民議會的批准下再度改為「奧賽博物館和橘園美術館公共機構—瓦萊里·季斯卡·德斯坦」。

## 歷史

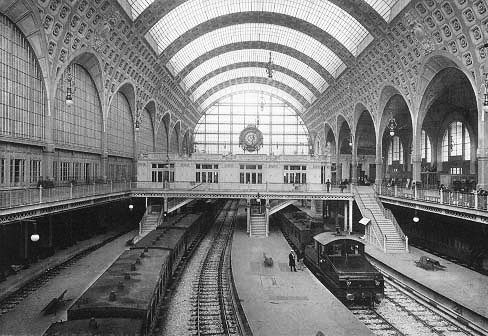
1900年代的奧賽火車站

奥赛博物馆的館舍原為位於塞納河畔的奧賽火車站（法語：Gare d'Orsay），原址為舊審計法院，是1900年世界博覽會時由巴黎-奧爾良鐵路公司取得土地後規劃，並按三位建築師呂西安·馬涅、埃米爾·貝納德和維克多·拉盧的設計下而及時興建的重要設施 " ，工程始于1898年，並在1900年7月14日正式開放，在當時配有一座豪华酒店，在規劃中，奧塞火車站並而不僅僅是一座傳統的火車站。而是計劃營造更舒適更豪華的空間，因此也設計密封的玻璃天棚為車站增加不同以往的裝潢，然而歸因月台長度未有符合新的列車，直到1939年奥尔良進入巴黎的铁路取消前，奧賽火車站一直都是法國西南部鐵路的終點站，並在二戰期間作為開往郊區的列車、戰俘寄送包裹的聚集點、和戰後結束後的战俘和流放者接待中心使用。
1970年，該車站獲准拆除，但在文化事務部長雅克·杜哈明( Jacques Duhamel)否決在原地建造新酒店的計劃後，並提出改建成博物館的設想發展，將該建築緊急列入1973年名勝古蹟增補名錄，最終則於1978年被評為名勝古蹟，此外這一年還舉行了建築設計招標，最終改建博物館工程則由A.C.T.建築事務所的三位年輕人：皮埃爾·科爾伯克（PierreColboc）、雷諾·巴爾頓（Renaud Bardon）和讓·保爾·菲利蓬（Jean-Paul Philippon）得標。後則将原来存放在卢浮宫的，国立网球场现代美术馆的，以及在龐畢度艺术中心国家现代艺术博物馆内的有关藏品全部集中到这里展出。奧賽火車站也經歷非常龐大的修復工程，最後在1986年7月，博物館在接收2000多幅畫作、600件雕塑等作品的安裝後，於同年12月由時任總統法蘭索瓦·密特朗主持下正式對外參觀。
奧賽博物館通常開放遊客參觀時，都會展出大約 3,000 件藝術品。博物館內有一個 1:100 比例的巴黎周邊地區模型，藉此讓遊客可以了解當時巴黎的城市規劃，這使得這個博物館成為巴黎最受歡迎的景點之一。

## 場館規劃
奧賽博物館的場館和展覽，是以藝術家過去生活的年代和自屬的藝術運動作為規劃，共分為展示1850年至1870年的繪畫、雕塑的底層、1870年至1914年期間流行之象徵主義、學院藝術以及新藝術運動、裝飾藝術的中層，和展示印象派以及後印象派作品的頂層，此外大厅中还保留着原来的车站大钟。奥赛博物馆在星期一不开放。

#### 著名藏品
奧賽博物館主要收藏品非常豐富，追溯至 1848 年至 1914 年的法國藝術作品，包括繪畫、雕塑、家具和攝影作品。其展示畫家包括亞歷山大·卡巴內爾、庫爾貝、布格罗、米勒、孟克、克洛德·莫內、愛德華·馬奈、保羅·塞律西埃、維亞爾、雷諾瓦、高更、梵谷、秀拉、德拉克羅瓦、傑洛姆、塞尚、霍金・索羅亞、亨利·盧梭、皮爾·波納爾、畢沙羅、尤金·卡里埃等著名歐洲後印象派藝術家的作品。
雕塑方面，則有奥诺雷·杜米埃、阿爾貝-歐內斯特·卡里耶-貝洛斯、卡爾波、罗莎·博纳尔、巴托尔迪、奧古斯特·羅丹、尤金·德拉普朗什的雕塑作品。

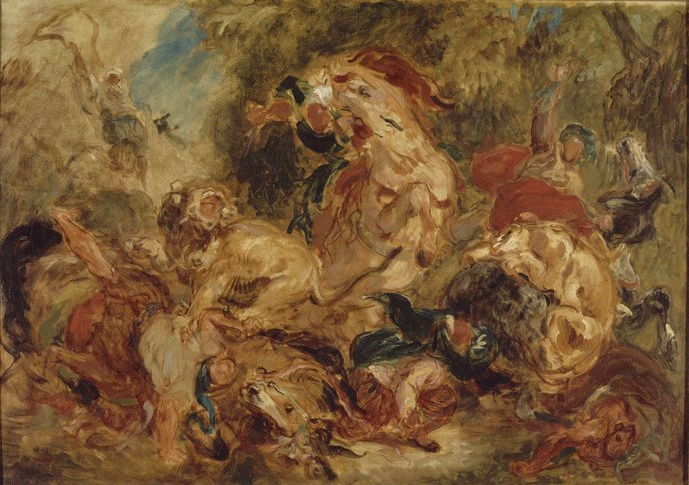
德拉克羅瓦, 《獵獅》, 1854年
庫爾貝 ,《畫室：概括了我七年藝術和道德生活的真實寓喻》 , 1855年
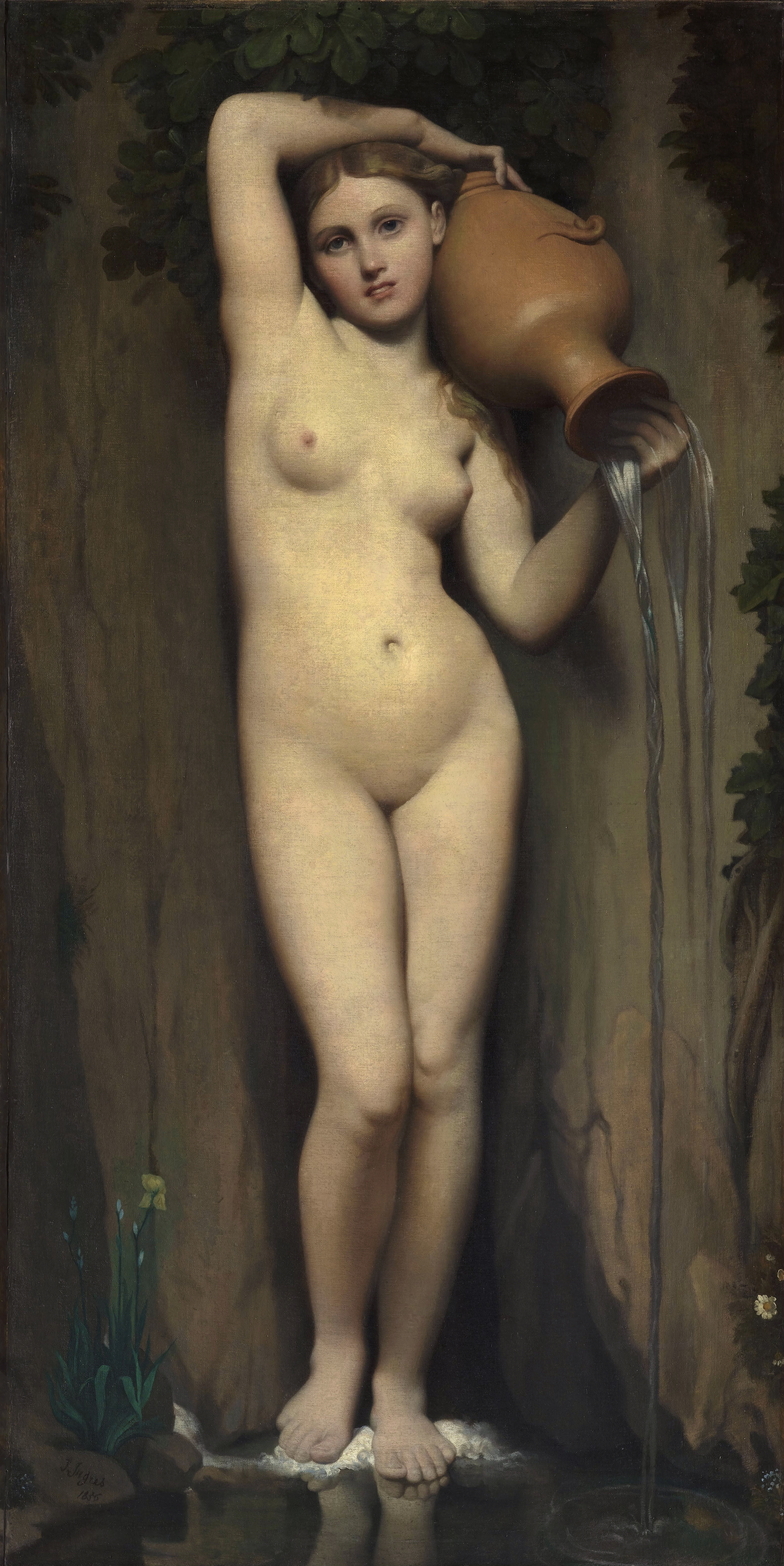
安格爾, 《The Source》, 1856年
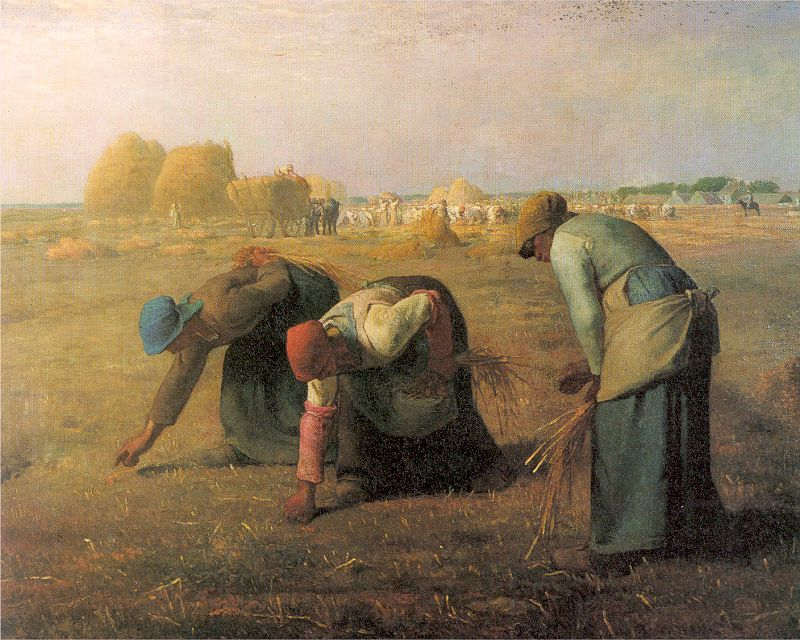
《拾穗者》, 米勒,1857年
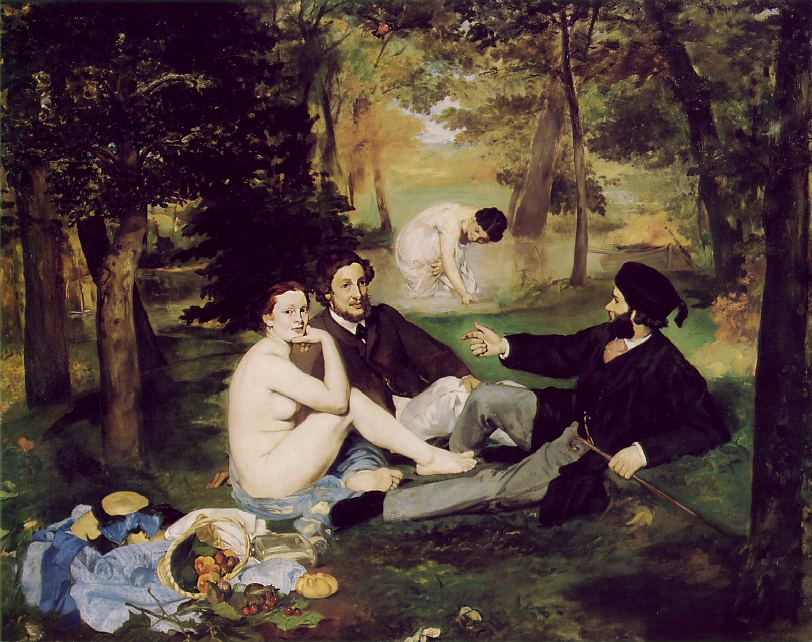
馬奈，《草地上的午餐》，1862年3月
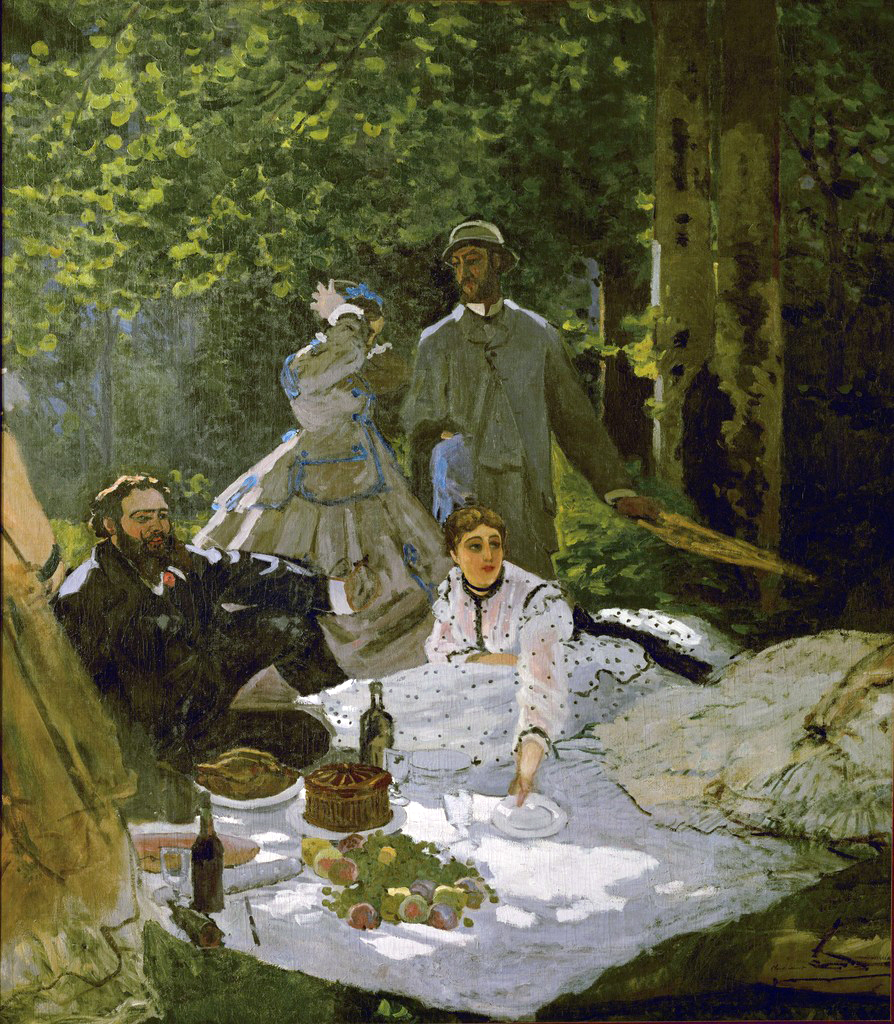
克洛德·莫內, 《草地上的午餐》（畫中人物包括庫爾貝》, 1865-1866年
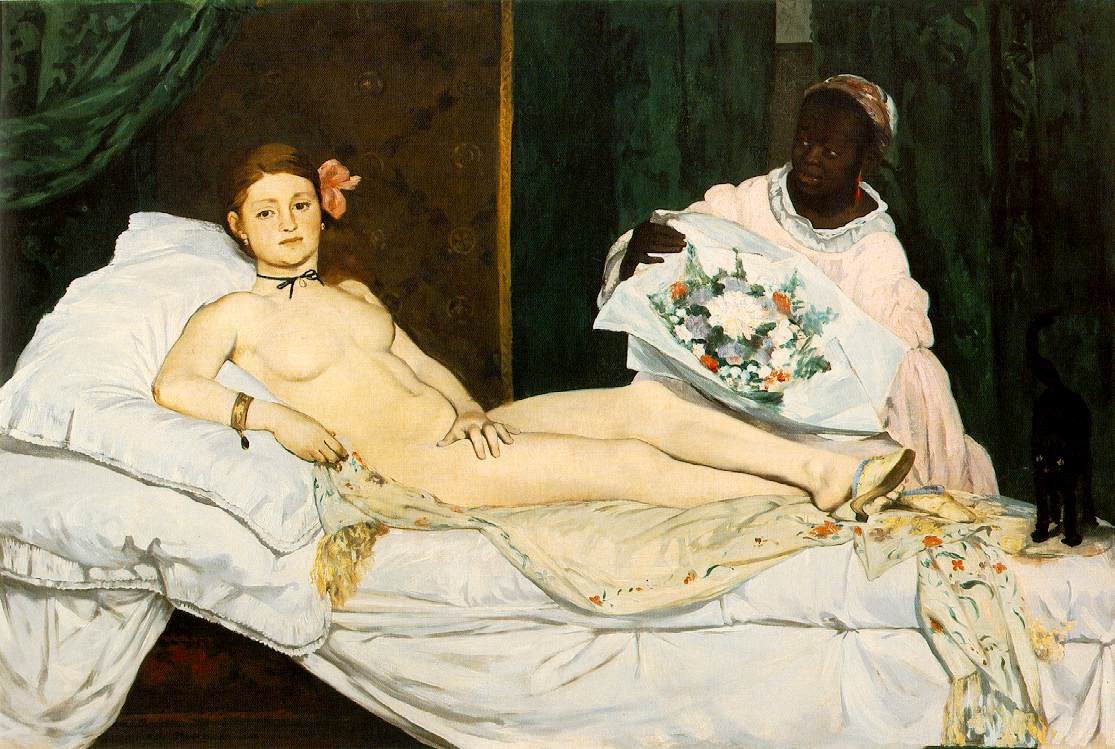
《奧林匹亞》,愛德華·馬奈,1863年
雷諾瓦，《煎餅磨坊的舞會》，1876年
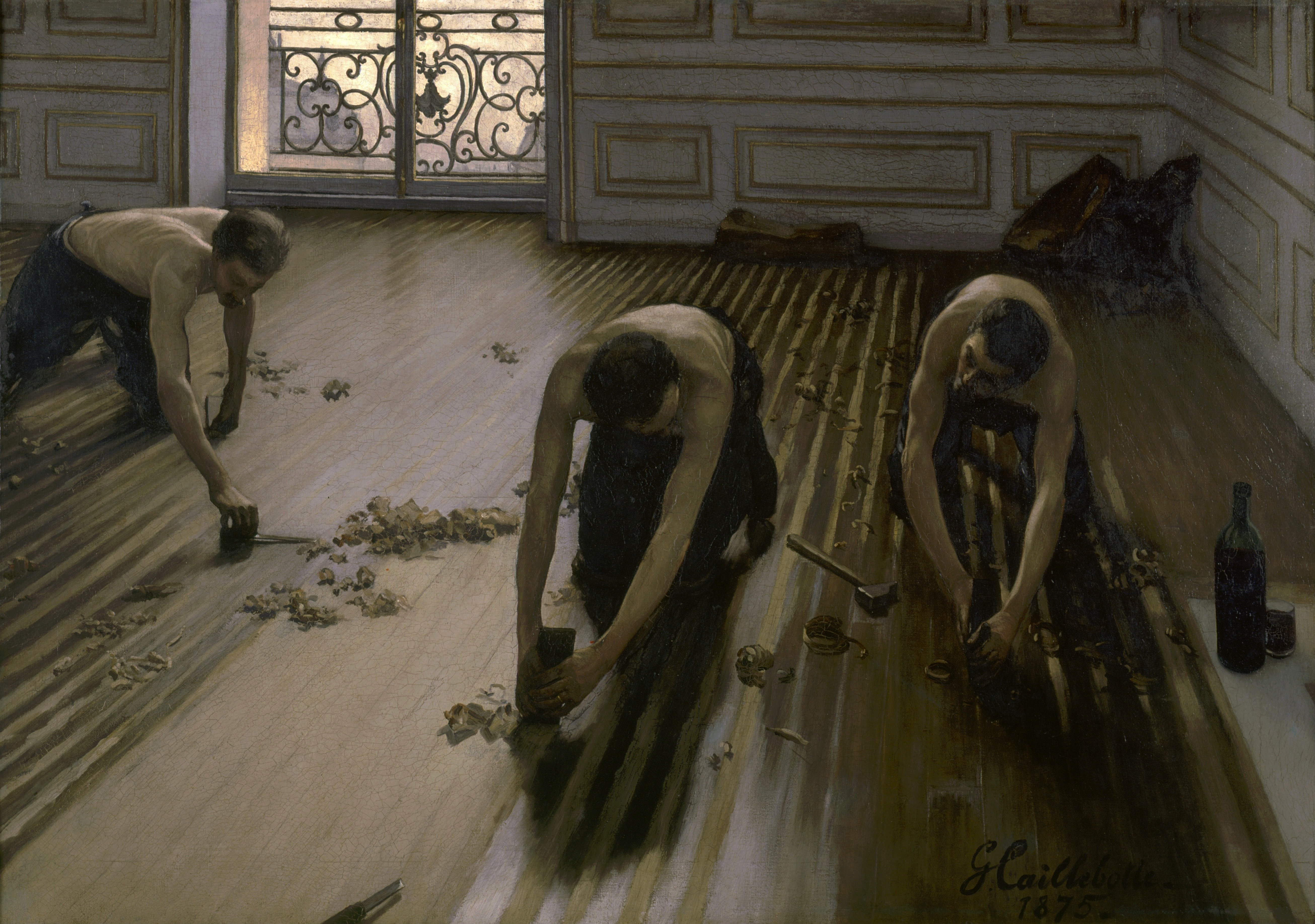
古斯塔夫·卡耶博特，《木地板刨床》，1875年
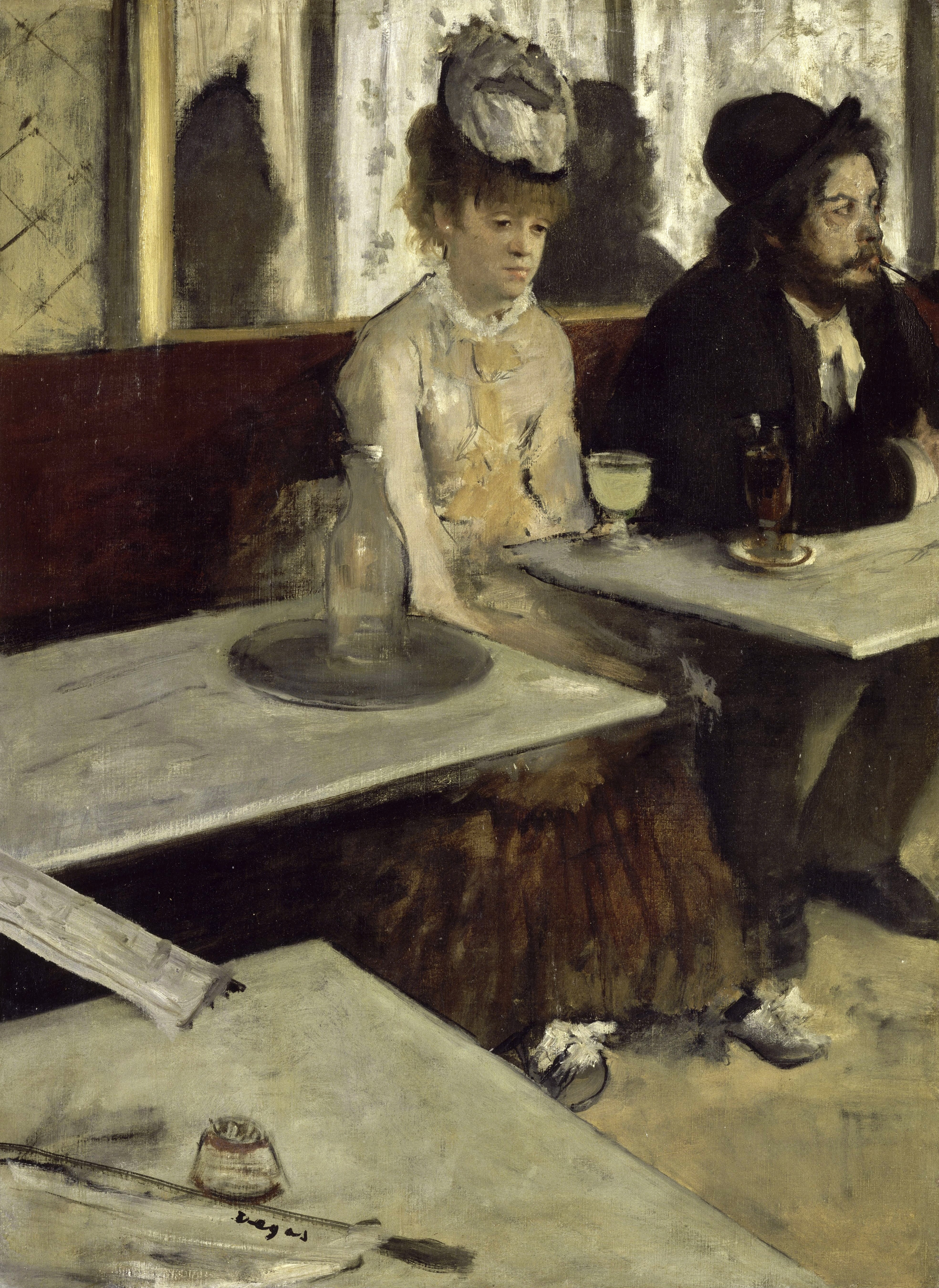
愛德加·竇加, 《咖啡館裡》, 1876
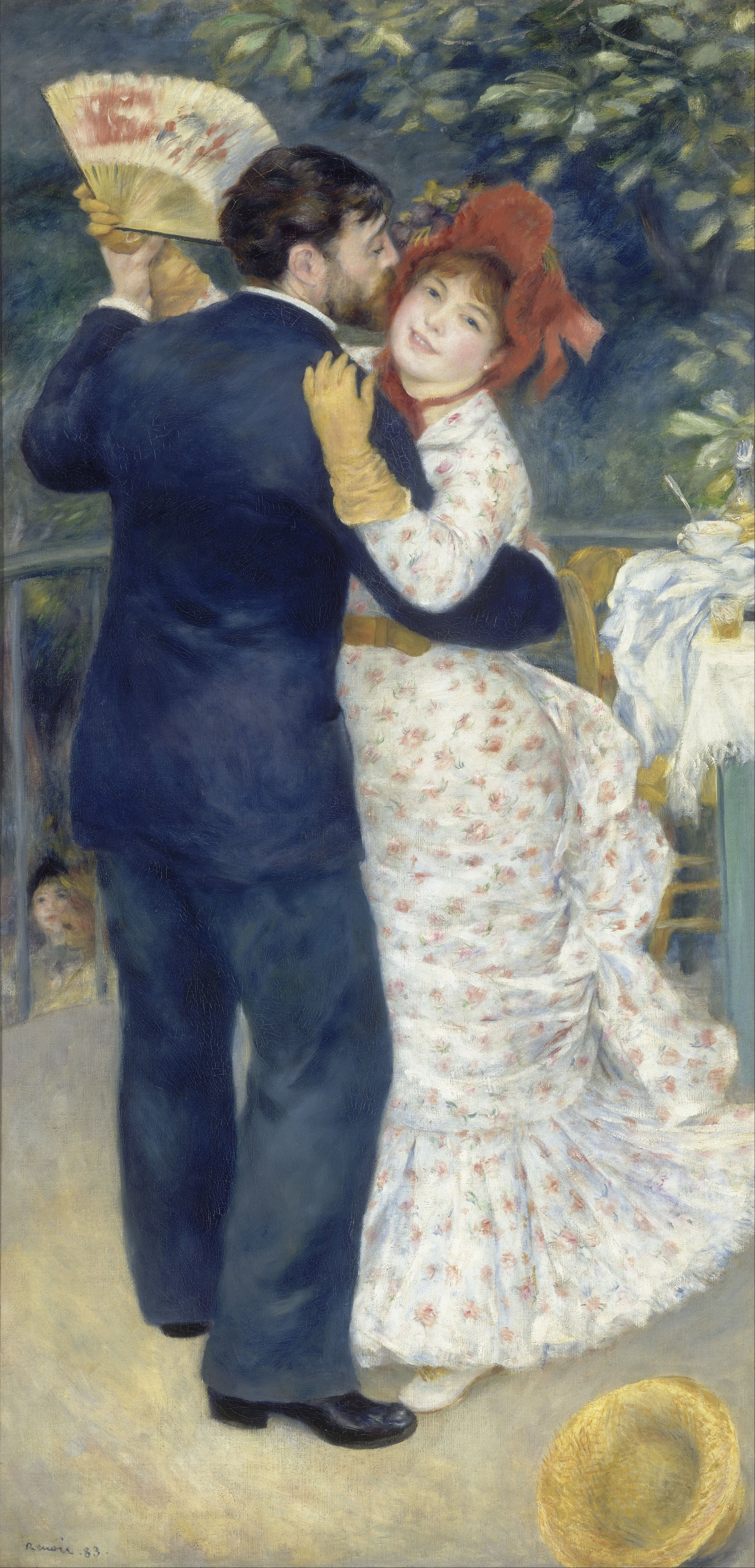
雷諾瓦, 《鄉村之舞》, 1883年
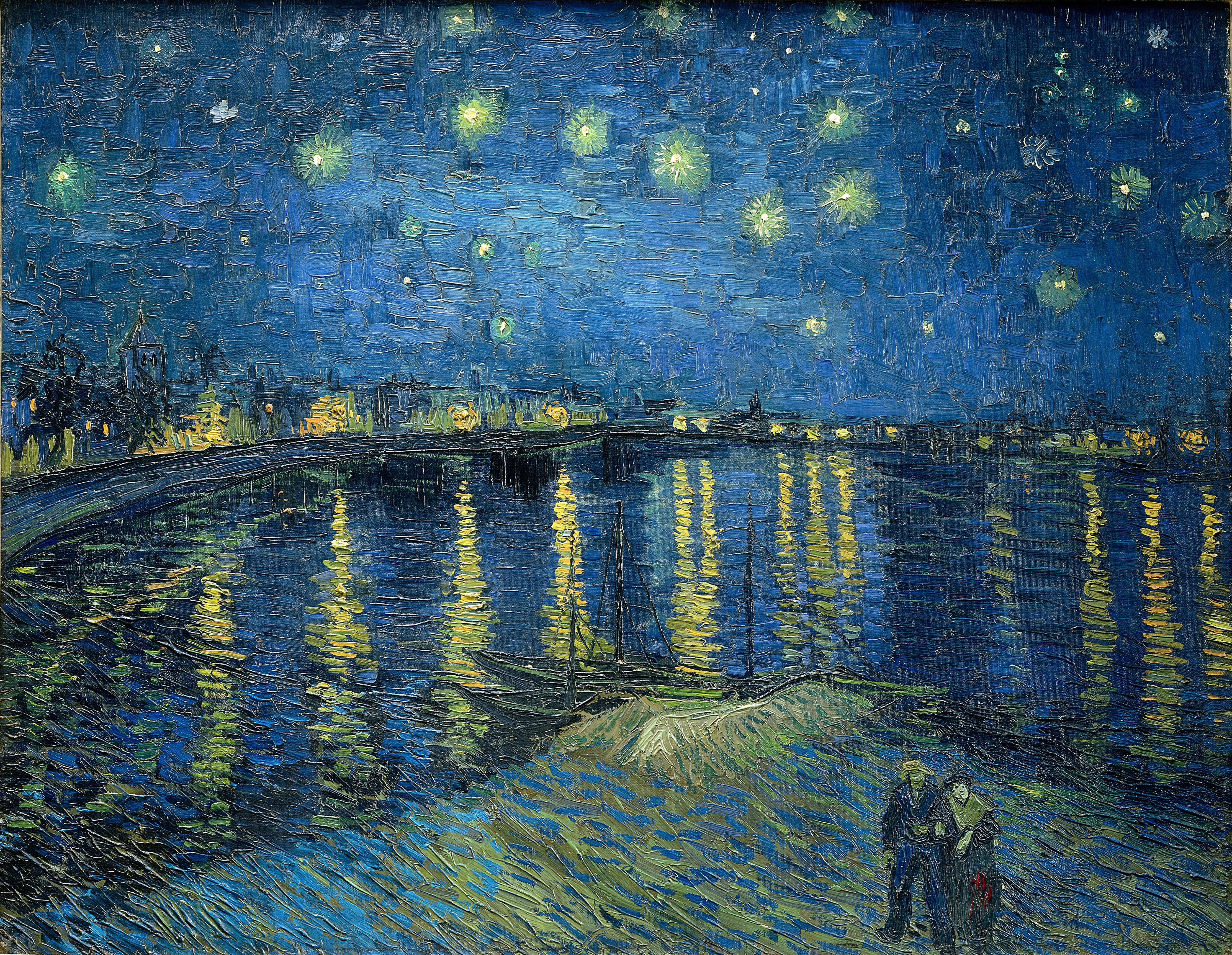
梵谷，《隆河上的星夜》，1888年9月
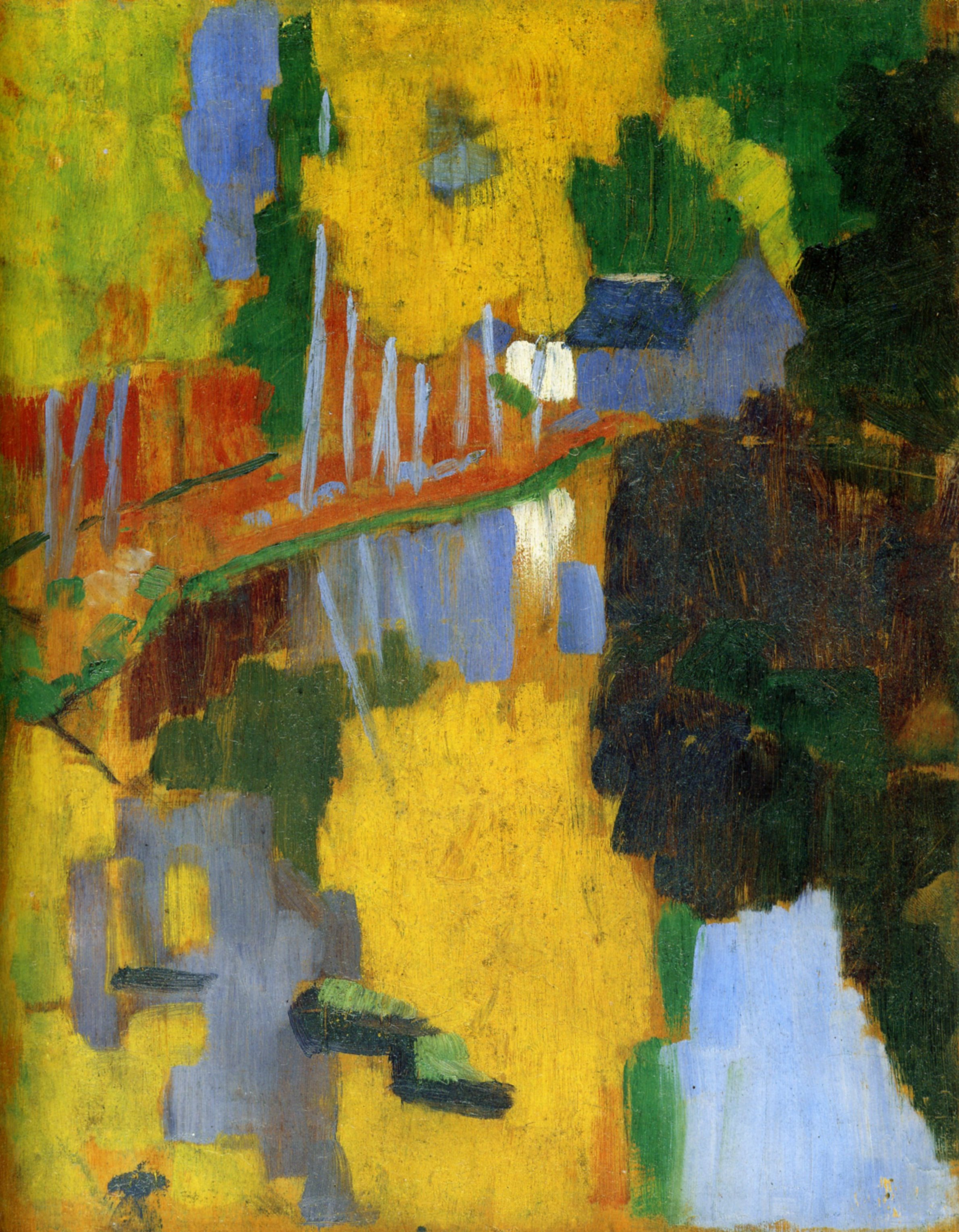
保羅·塞律西埃, 《護符》, 1888年
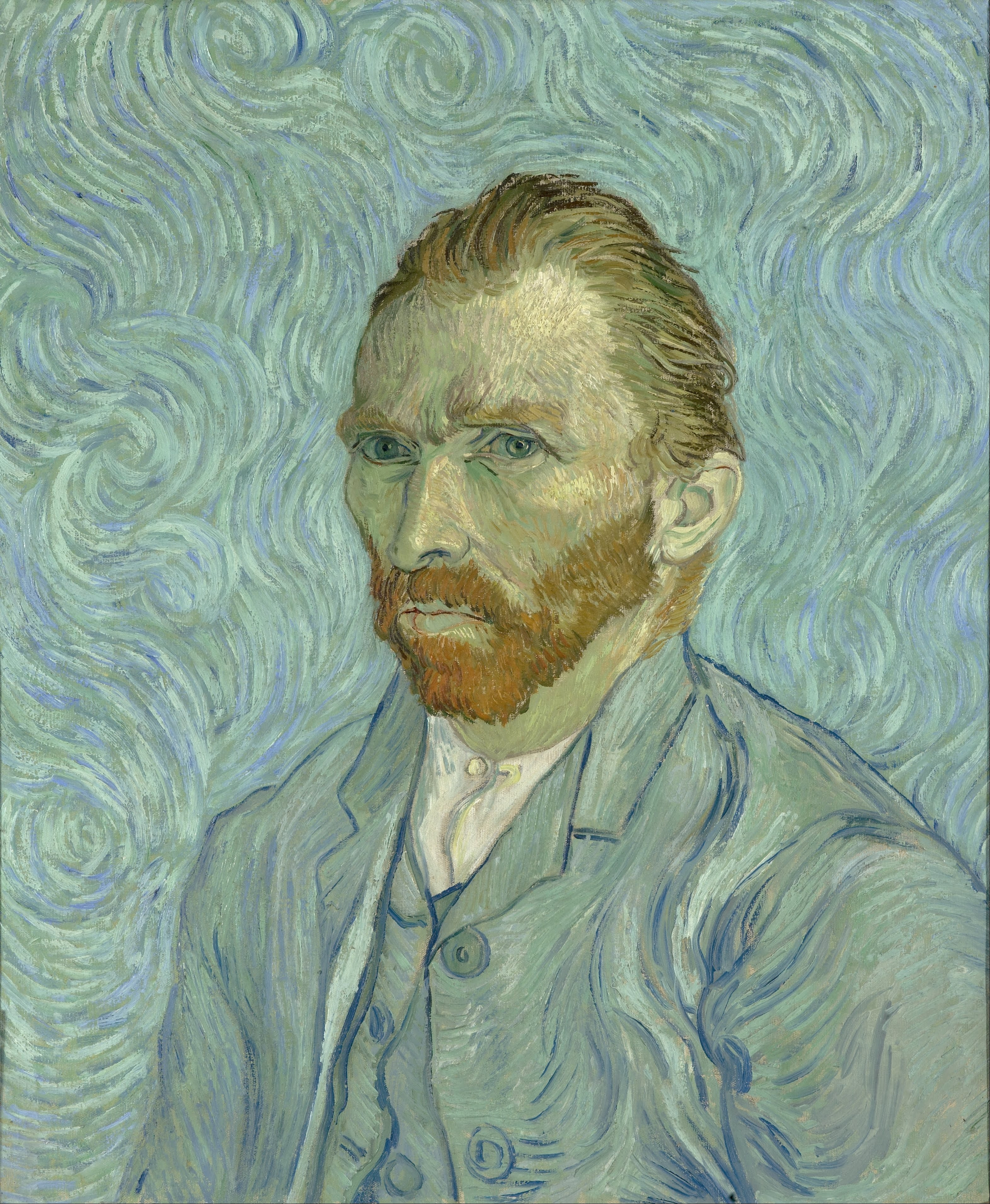
梵谷，自畫像，1889年
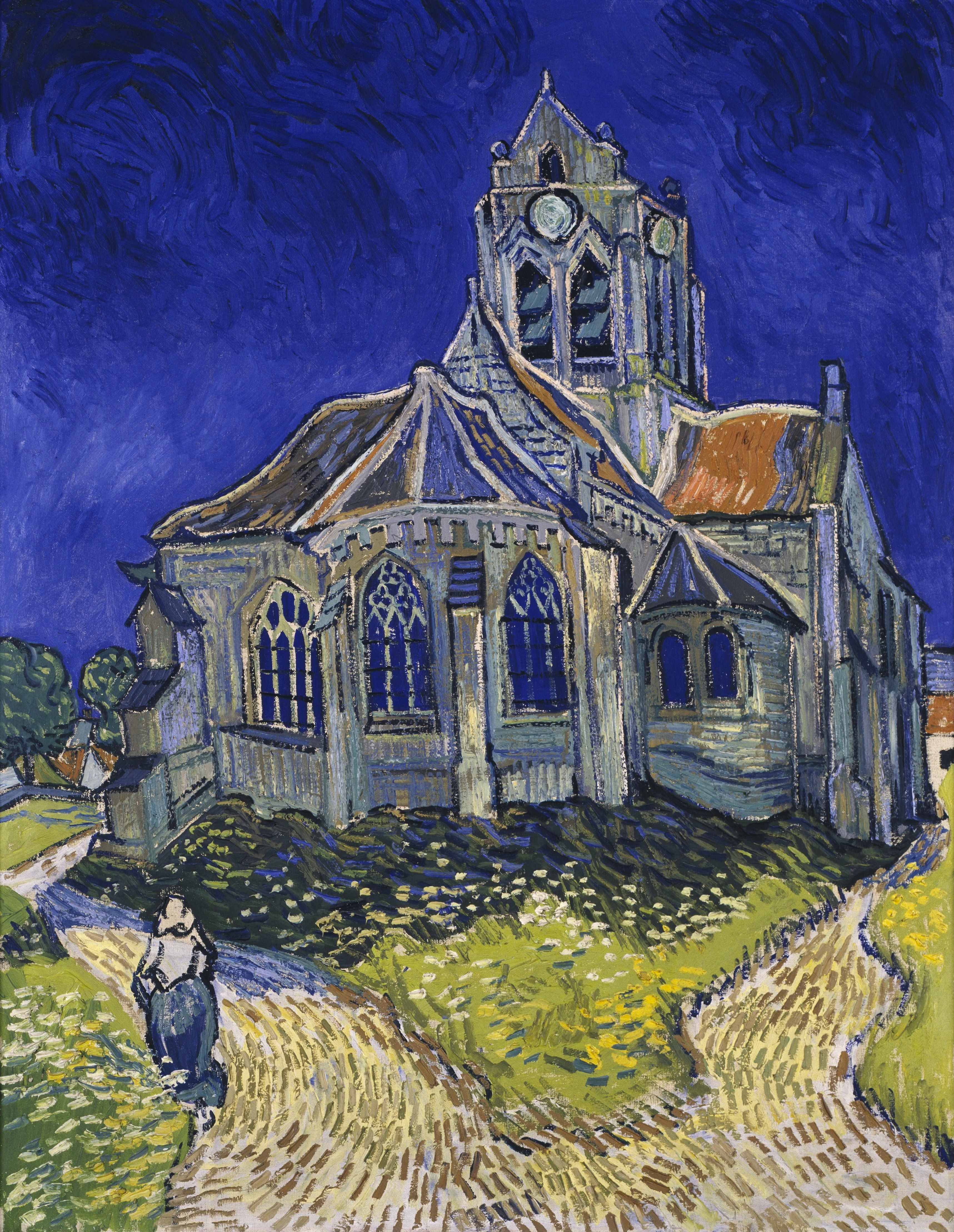
梵谷, 《奧維爾教堂》, 1890
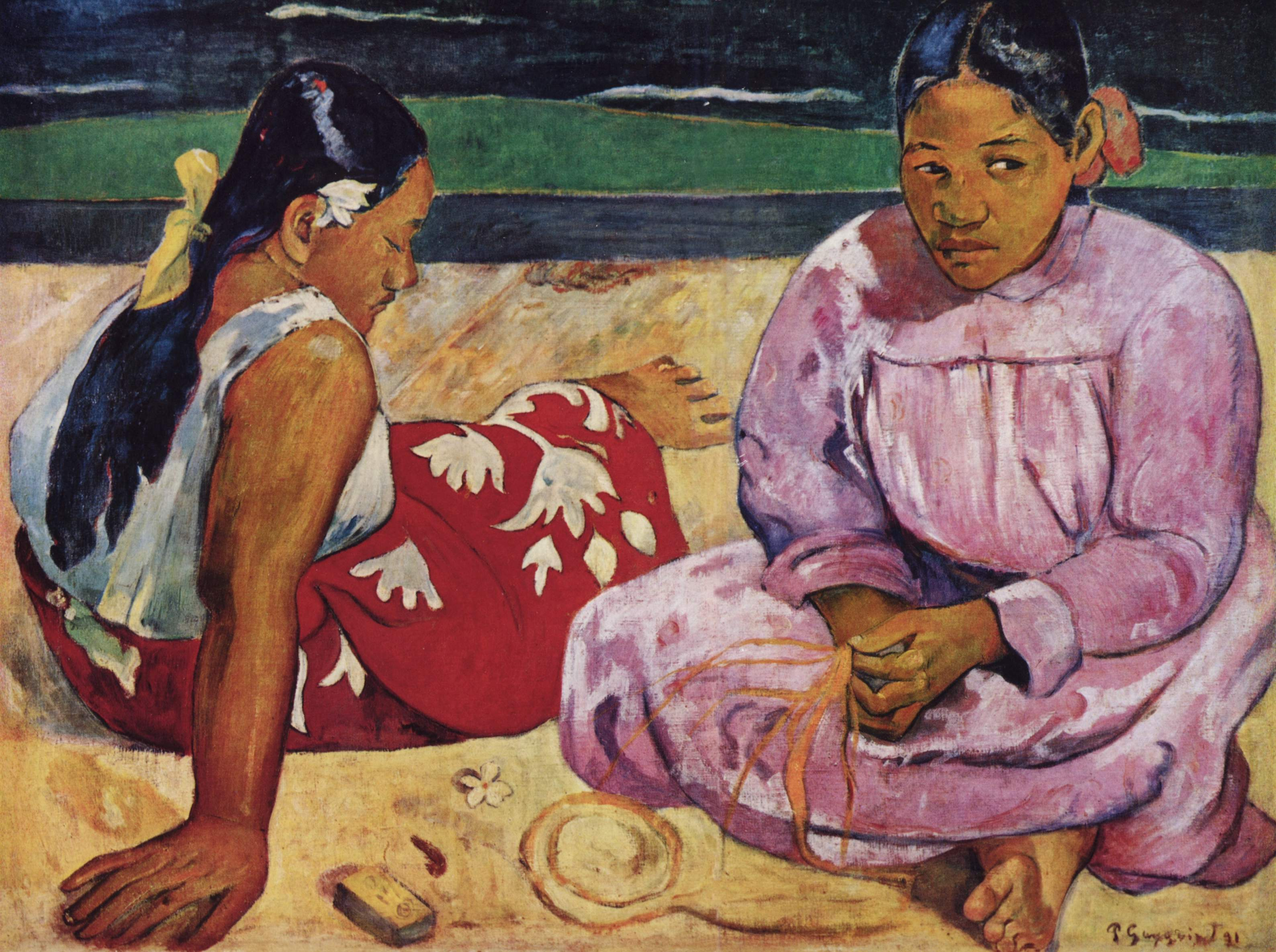
高更, 《沙灘上的大溪地女人》, 1891年
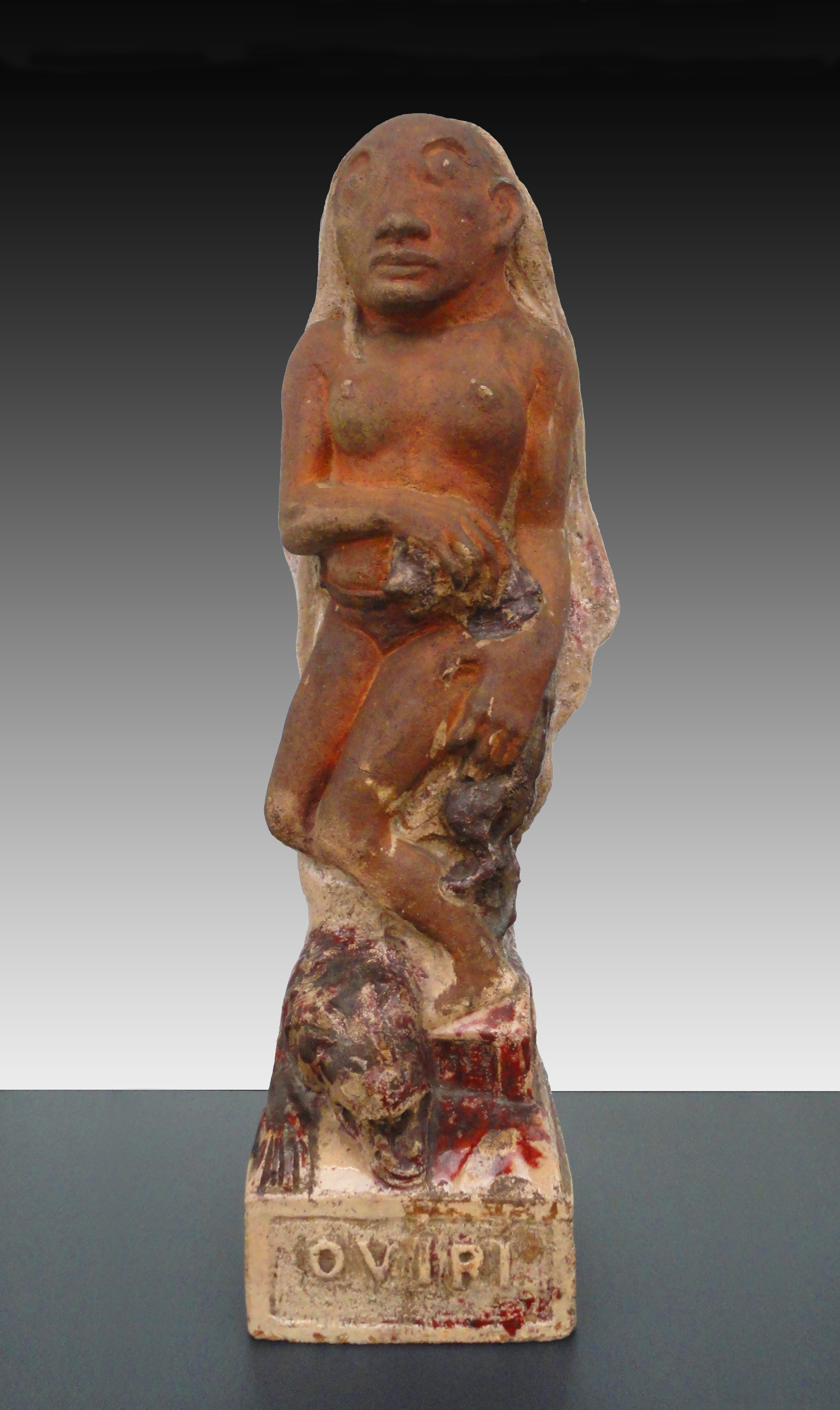
高更,《野蠻人》, 1894年
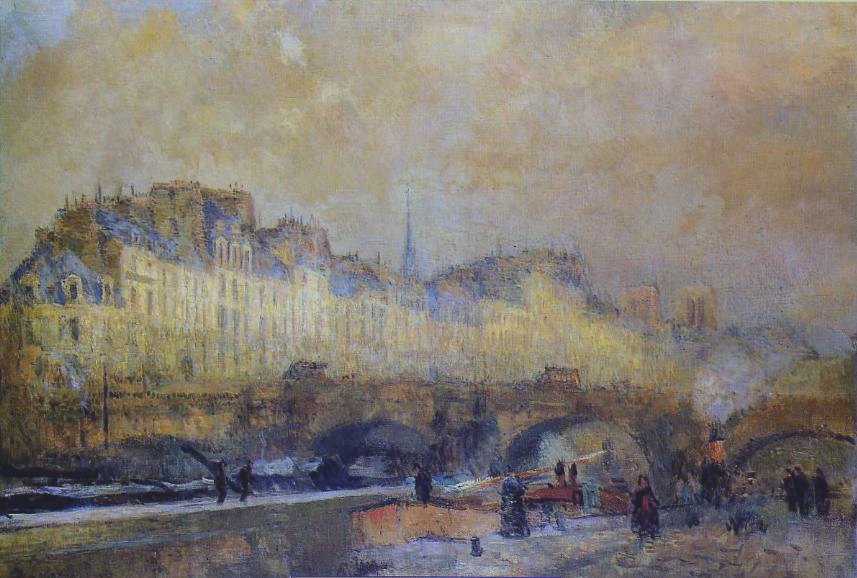
亞伯特·賴博, 《Paris, l'écluse de la Monnaie. Soleil d'hiver》
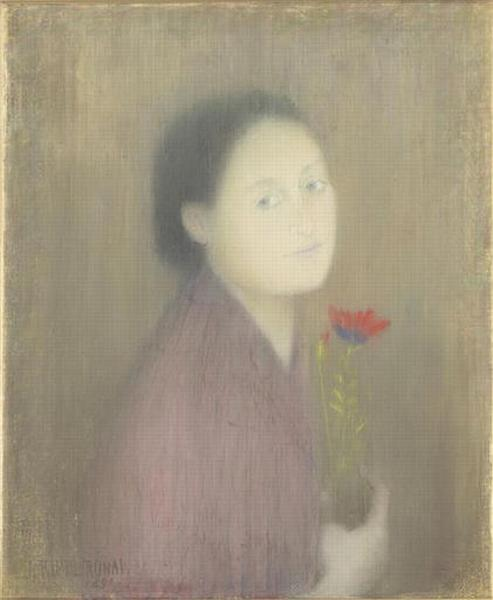
約瑟夫·里普爾-羅納伊,  《女人與花》, 1891年
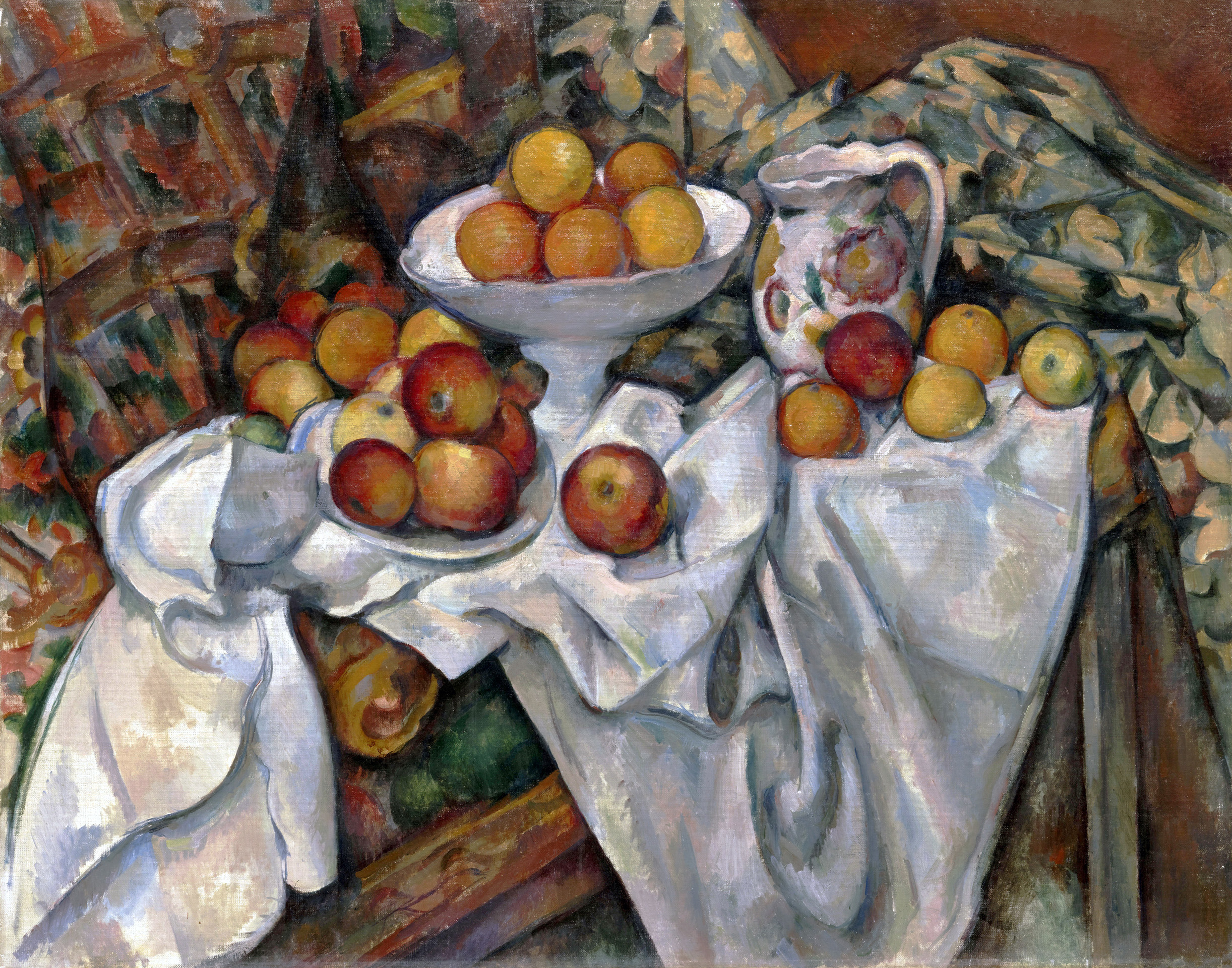
塞尚，《蘋果與橘子》，約1899年
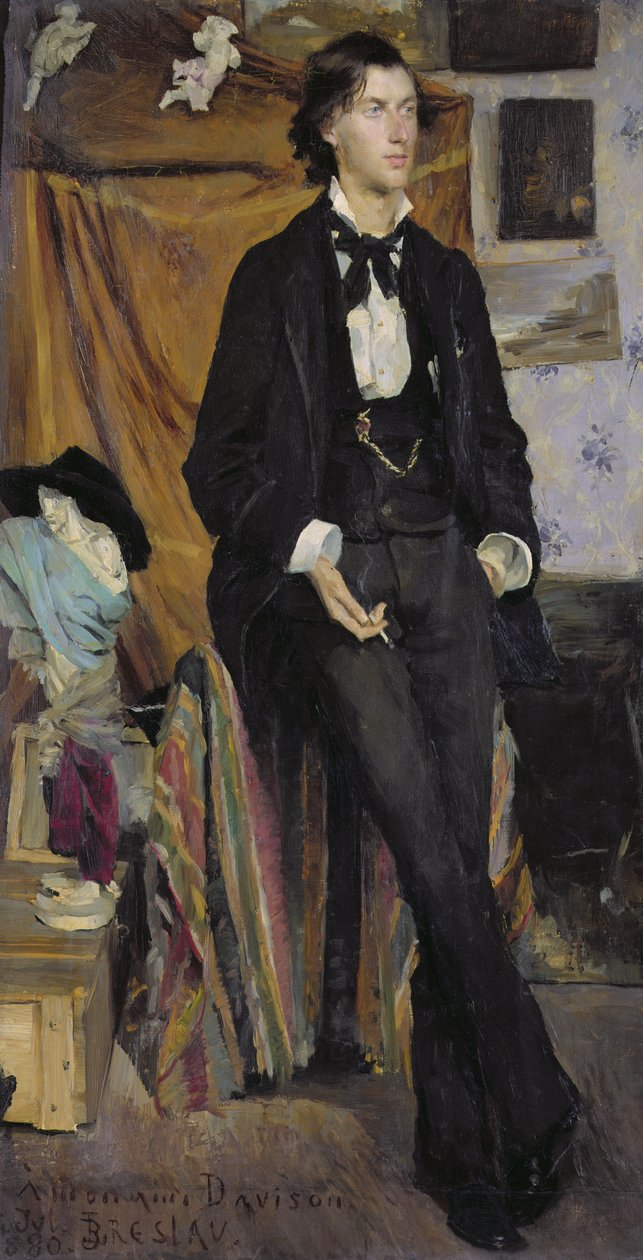
路易絲·凱薩琳·布雷斯勞, 《Portrait of Henry Davison》, 1880年
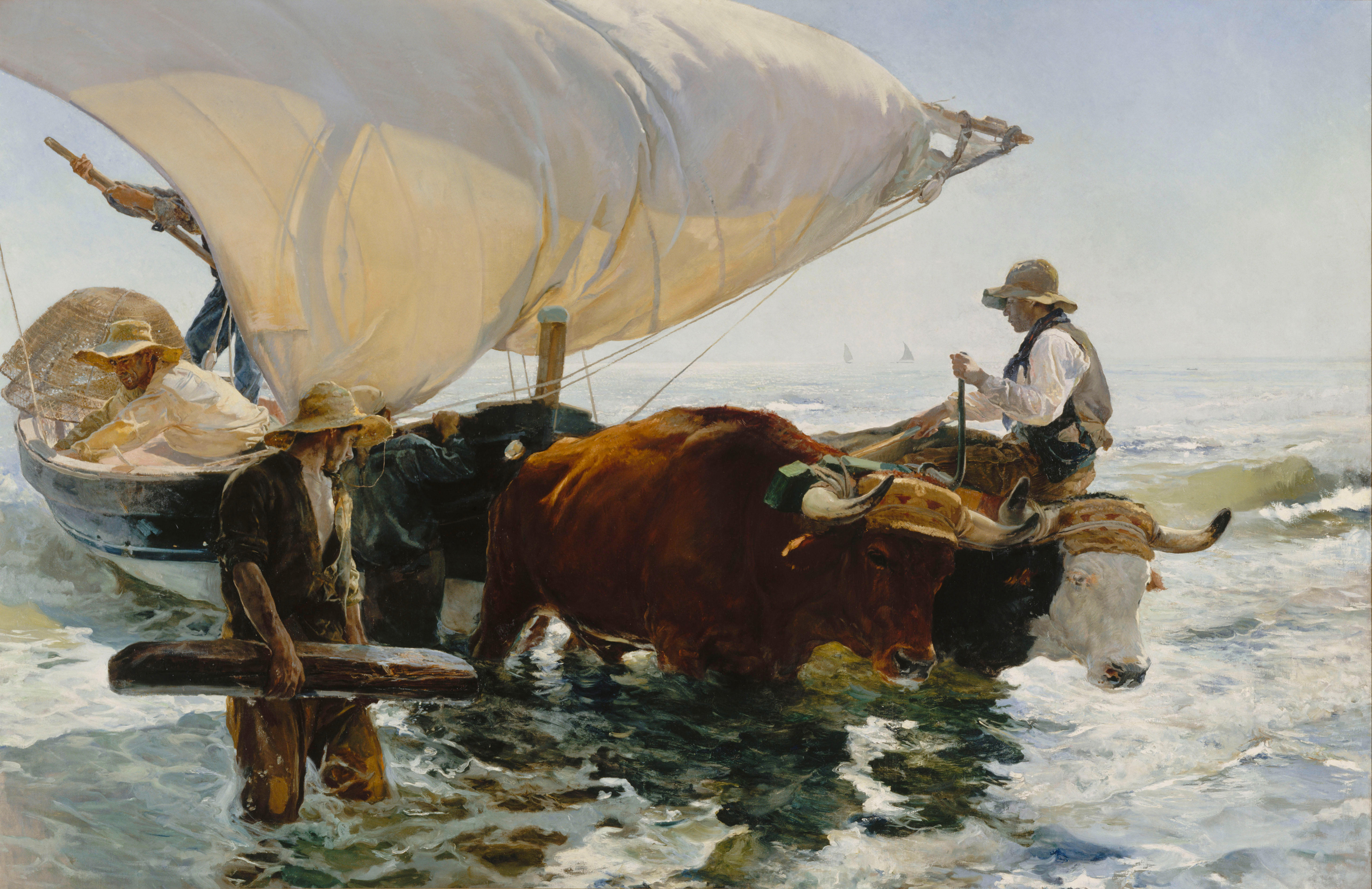
霍金・索羅亞, 《La Vuelta de la Pesca》, 1894年
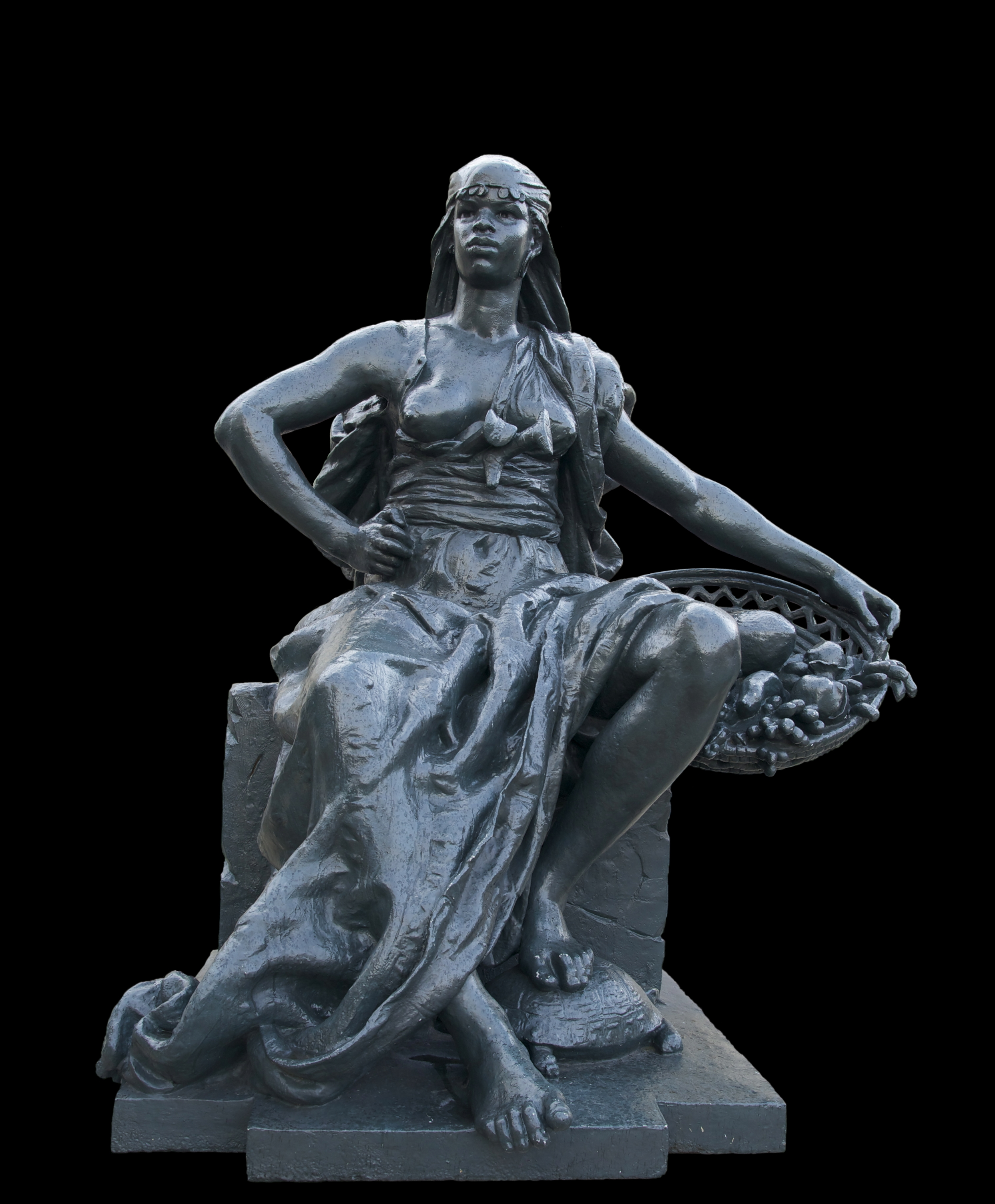
歐仁·德拉普朗什《Africa》,1878年

## 圖庫

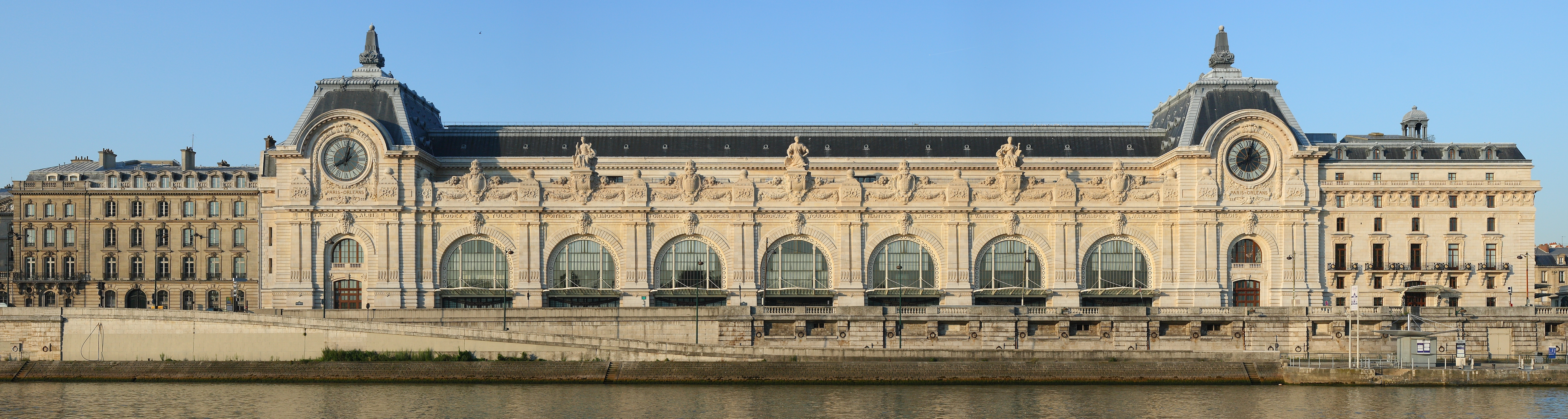
從塞納河遙望奥赛博物馆

## 引用文獻
1. ↑  , ARTINFO, 2008  [2008-07-30], （原始内容存档于2021-03-06）
2. ↑   (PDF). London: The Art Newspaper. 25 March 2014, Vol. 23, No. 256. ISSN 0960-6556. （英文）
3. ↑  . Encyclopedia Britannica.   [2021-03-14]. （原始内容存档于2022-04-13） （英语）.
4. ↑  Mainardi, Patricia. . October. 1987, 41: 31–52  [2021-09-28]. ISSN 0162-2870. doi:10.2307/778328. （原始内容存档于2021-09-28）.
5. ↑  . Bouygues.com.   [2012-06-20]. （原始内容存档于2008-12-05）.
6. ↑  . weblogin.asu.edu.   [2021-03-08]. （原始内容存档于2022-06-16）.
7. ↑  . Britannica Academic.   [2021-03-16].